# Aleksander Bossowski

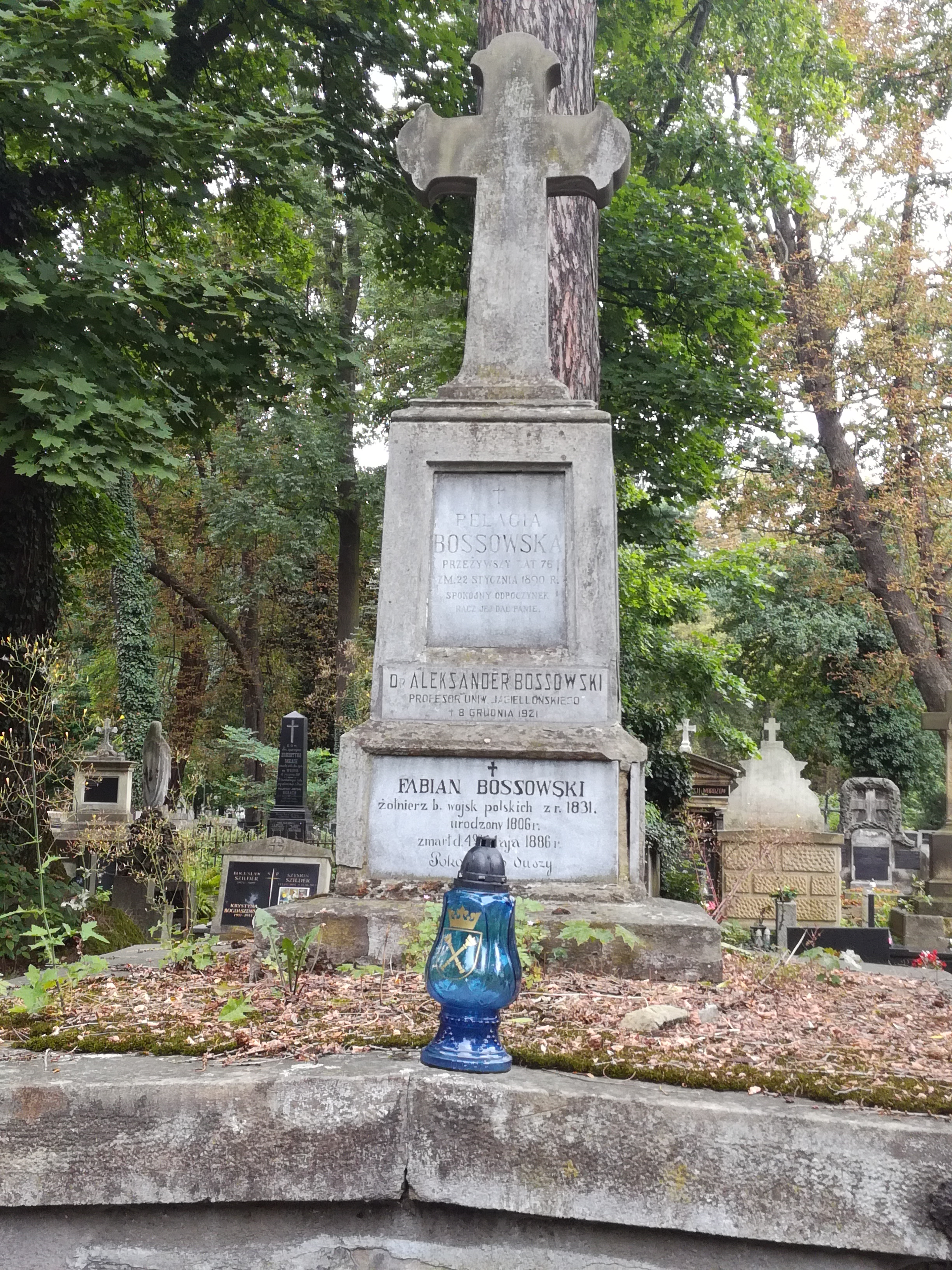
Grób prof. Aleksandra Bossowskiego na cmentarzu Rakowickim

Aleksander Franciszek Bossowski (ur. 12 listopada 1858 w Tenczynku, zm. 8 grudnia 1921 w Krakowie) – polski lekarz, chirurg. Profesor Uniwersytetu Jagiellońskiego.
Uczeń Jana Mikulicza-Radeckiego i Ludwika Rydygiera. Stopień doktora wszech nauk medycznych otrzymał 18 lipca 1884. Na polecenie Mikulicza Bossowski udał się na studia do Getyngi, a następnie do profesora Roberta Kocha do Berlina. W styczniu 1885 urządził i otwarł pracownię bakteriologiczną stając się jednym z pionierów mikrobiologii w Polsce. W roku akademickim 1889/1890 habilitował się z chirurgii. Od 1 maja 1896 prowadził Oddział Chirurgiczny w 
Szpitalu św. Ludwika dla dzieci i równocześnie pozostawał ordynatorem Oddziału Chirurgicznego w Szpitalu Braci Miłosiernych w Krakowie. W 1904 został tytularnym nadzwyczajnym, zaś 1 lipca 1921 zwyczajnym profesorem chirurgii. Pochowany na cmentarzu Rakowickim w Krakowie (pas 25, wsch.).

## Wybrane prace
- O metodach badania i hodowli bakteryj, jakoteż o związku tychże z chorobami zakaźnemi (1885).
- O wrodzonych atrezyach jelita cienkiego. Medycyna (1903)